# Калачёво (Челябинская область)
Калачёво — село в Копейском городском округе Челябинской области.

## География
Расположено в южной части Копейского городского округа. Находится на берегу реки Чумляк, в непосредственной близости от посёлка городского типа Роза и областного центра города Челябинска.
Рядом с селом находится одноимённый аэродром. 
В селе действует школа и детский сад.

## История
Село одно из старейших в области. Калачевы основали его ещё в XVIII веке, имя основателя носит по сей день.

## Население
| 2002 | 2010  |
| ---- | ----- |
| 1504 | ↘1452 |

Гендерный состав
По данным Всероссийской переписи, в 2010 году численность населения села составляла 1452 человека (662 мужчины и 790 женщин).

## Улицы
Уличная сеть села состоит из 16 улиц и 5 переулков.